# Il figlio di Nelson
Il figlio di Nelson è un cortometraggio muto italiano del 1909 diretto da Oreste Mentasti.